# Lepre (costellazione)
La Lepre (in latino Lepus) è una costellazione meridionale, che si trova subito sotto Orione, e forse rappresenta la lepre che egli sta cacciando. È una delle 48 costellazioni elencate da Tolomeo, ed è attualmente una delle 88 costellazioni moderne.

## Caratteristiche

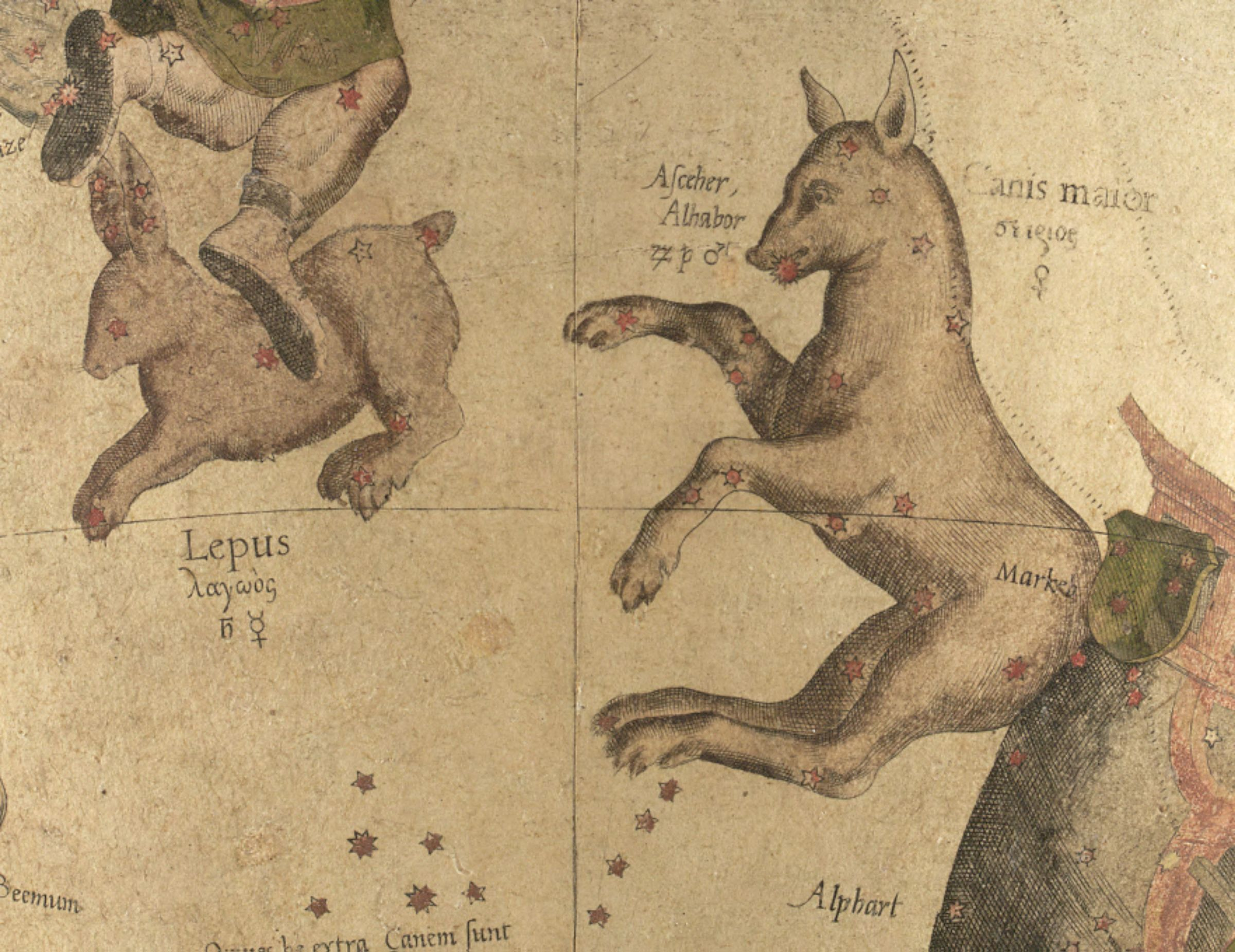
La costellazione della Lepre illustrata dal Mercatore.

La Lepre è una costellazione piccola ma piuttosto appariscente; la sua individuazione è estremamente facilitata dalla presenza della brillante Orione, pochi gradi più a nord. Contiene due stelle di seconda magnitudine, chiamate Arneb (α Leporis) e Nihal (β Leporis), che risaltano alla vista e costituiscono il collo dell'animale; la testa sarebbe rappresentata dalla parte occidentale, mentre il gruppo di quattro stelle di quarta magnitudine poste nell'angolo a nordovest richiamerebbero l'idea delle lunghe orecchie delle lepri. La parte orientale confina invece col Cane Maggiore e si trova alcuni gradi a occidente di Sirio e Mirzam.
Il periodo più propizio per la sua osservazione nel cielo serale ricade nei mesi compresi fra dicembre e aprile; dall'emisfero nord è una delle figure minori più caratteristiche del cielo stellato invernale, mentre dall'emisfero australe appare capovolta ed è tipica dei cieli estivi. La sua relativamente piccola distanza dall'equatore celeste le consente di essere osservata da tutte le regioni abitate della Terra, sebbene si trovi comunque a una declinazione australe.

### Stelle principali
- Arneb (dall'Arabo àrnab = lepre; α Leporis) è una supergigante gialla di magnitudine 2,58 in uno stadio avanzato della sua vita; dista 1283 anni luce.
- Nihal (β Leporis) è una gigante brillante gialla di magnitudine 2,81, distante 159 anni luce.
- ε Leporis è una gigante arancione di magnitudine 3,19, distante 227 anni luce.
- μ Leporis è una stella subgigante azzurra di magnitudine 3,29, distante 184 anni luce.

### Stelle doppie
Le stelle doppie più luminose della costellazione mostrano pure una grande separazione fra le componenti.
- γ Leporis è una doppia formata da una stella gialla di terza magnitudine separata da una compagna di sesta da oltre 1,5 primi d'arco, diventando così risolvibile anche con un binocolo.
- HD 35162 è una stella tripla; le due componenti principali sono molto vicine fra loro e sono risolvibili solo con grandi strumenti, mentre la terza compagna è separata da circa 1 primo, risultando visibile con un piccolo telescopio.
- HD 34798 è una stella variabile nota anche come YZ Leporis; presenta una compagna di pari magnitudine anch'essa variabile (TX Leporis) a circa 40".

| Principali stelle doppie |                                          |                                          |             |             |                                 |          |
| Nome                     | Coordinate equatoriali all'epoca J2000.0 | Coordinate equatoriali all'epoca J2000.0 | Magnitudine | Magnitudine | Separazione (in secondi d'arco) | Colore   |
| Nome                     | AR                                       | Dec                                      | A           | B           | Separazione (in secondi d'arco) | Colore   |
| κ Leporis                | 05h 13m 14s                              | -12° 56′ 29″                             | 4,45        | 7,1         | 2,6                             | b + b    |
| HD 34798/97              | 05h 19m 18s                              | -18° 31′ 00″                             | 6,36        | 6,54        | 39,3                            | azz + b  |
| HD 35162 AB              | 05h 21m 46s                              | -24° 46′ 23″                             | 5,06        | 6,6         | 3,1                             | g + b    |
| HD 35162 AB-C            | 05h 21m 46s                              | -24° 46′ 23″                             | 4,83        | 9,2         | 61,0                            | g+b + ar |
| γ Leporis                | 05h 44m 28s                              | -22° 26′ 51″                             | 3,60        | 6,15        | 96,5                            | g + ar   |

### Stelle variabili
Le stelle variabili più luminose della Lepre mostrano delle ampie escursioni di luminosità.
La μ Leporis è una variabile pulsante dal periodo non regolare, che oscilla fra la seconda e la terza magnitudine, al punto che in fase di massima raggiunge in luminosità la β Leporis; la S Leporis invece ha una magnitudine inferiore, ma la sua magnitudine in fase di massima è al limite della visibilità ad occhio nudo.
Fra le Mireidi la più brillante in fase di massima è la R Leporis, che raggiunge la magnitudine 5,5; le sue escursioni sono meno ampie rispetto ad altre Mireidi, tanto che in fase di minima è di undicesima grandezza.
| Principali stelle variabili |                                          |                                          |             |             |                  |                                 |
| Nome                        | Coordinate equatoriali all'epoca J2000.0 | Coordinate equatoriali all'epoca J2000.0 | Magnitudine | Magnitudine | Periodo (giorni) | Tipo                            |
| Nome                        | AR                                       | Dec                                      | Max.        | Min.        | Periodo (giorni) | Tipo                            |
| R Leporis                   | 04h 59m 36s                              | -14° 48′ 23″                             | 5,5         | 11,7        | 427,07           | Mireide                         |
| S Leporis                   | 06h 05m 46s                              | -24° 11′ 44″                             | 6,0         | 7,58        | 89:              | Semiregolare pulsante           |
| T Leporis                   | 05h 04m 51s                              | -21° 54′ 17″                             | 7,48        | 14,3        | 368,13           | Mireide                         |
| RX Leporis                  | 05h 11m 23s                              | -11° 50′ 57″                             | 5,0         | 7,4         | 60:              | Semiregolare                    |
| SZ Leporis                  | 05h 35m 48s                              | -25° 44′ 19″                             | 7,40        | 7,93        | -                | Irregolare (Stella al carbonio) |
| μ Leporis                   | 05h 12m 56s                              | -16° 12′ 20″                             | 2,97        | 3,91        | 2:               | Pulsante                        |

## Oggetti del cielo profondo
La Lepre giace sul bordo della Via Lattea, ma non sufficientemente vicina per contenere ricchi campi stellari; sono tuttavia presenti alcuni oggetti celesti interni alla nostra Galassia.
Nella parte meridionale della costellazione è visibile M79, un ammasso globulare molto denso distante 42.000 anni luce e ben visibile anche con un piccolo telescopio come una macchia chiara priva di particolari. Sempre interna alla Via Lattea vi è una celebre nebulosa planetaria, IC 418, nota come nebulosa Spirografo a causa della sua forma; le sue dimensioni sono molto ridotte e per notare la sua caratteristica figura occorrono telescopi molto potenti.
Fra gli oggetti esterni alla Via Lattea il più brillante è NGC 1964, una galassia spirale vista da un'angolazione molto elevata.
| Principali oggetti non stellari |                                          |                                          |                     |             |                                        |                     |
| Nome                            | Coordinate equatoriali all'epoca J2000.0 | Coordinate equatoriali all'epoca J2000.0 | Tipo                | Magnitudine | Dimensioni apparenti (in primi d'arco) | Nome proprio        |
| Nome                            | AR                                       | Dec                                      | Tipo                | Magnitudine | Dimensioni apparenti (in primi d'arco) | Nome proprio        |
| M79                             | 05h 24m 11s                              | -24° 31′ 27″                             | Ammasso globulare   | 7,7         | 8,7                                    |                     |
| IC 418                          | 05h 27m 28s                              | -12° 41′ 50″                             | Nebulosa planetaria | 9,3         | 0,2 x 0,2                              | Nebulosa Spirografo |
| NGC 1964                        | 05h 33m 22s                              | -21° 56′ 48″                             | Galassia            | 10,9        | 5,6 x 2,1                              |                     |

## Sistemi planetari
HD 33283 è una nana gialla simile al Sole attorno alla quale orbita un pianeta gioviano caldo con una massa stimata in circa un terzo di quella di Giove, disposto su un'orbita piuttosto eccentrica.
| Sistemi planetari |                                          |                                          |             |                    |                              |
| Nome del sistema  | Coordinate equatoriali all'epoca J2000.0 | Coordinate equatoriali all'epoca J2000.0 | Magnitudine | Tipo di stella     | Numero di pianeti confermati |
| Nome del sistema  | AR                                       | Dec                                      | Magnitudine | Tipo di stella     | Numero di pianeti confermati |
| HD 33283          | 05h 08m 01s                              | -26° 47′ 51″                             | 8,05        | Nana gialla        | 1 (b)                        |
| AF Leporis        | 05h 27m 05s                              | -11° 54′ 04″                             | 6,3         | Nana bianco-gialla | 1 (b)                        |